# Rafael Baena
Rafael „Rafa“ Baena González (* 7. November 1982 in Estepa, Provinz Sevilla) ist ein spanischer Handballspieler.

## Vereinskarriere
Der 1,91 Meter große und 120 Kilogramm schwere Kreisläufer begann das Handballspielen bei BM Estepa in seinem Geburtsort. Weitere Station in der Jugend von Baena sind BM Dos Hermanas und ARS Palma del Río. Anschließend lief Baena in der Liga ASOBAL, der höchsten spanischen Liga, für Club Balonmano Antequera auf. Im Sommer 2011 unterschrieb der Spanier einen Vertrag bei Ademar León, mit dem er in der Saison 2011/12 in der EHF Champions League spielte. Aufgrund der wirtschaftlichen Situation in Spanien wechselte er im Juli 2012 zum französischen Verein US Créteil HB, mit dem er am Saisonende aus der Starligue in die zweite Liga abstieg. Zur Saison 2014/15 kehrte er nach Spanien zu zurück und lief für CB Puente Genil in der Liga ASOBAL auf. Im Sommer 2015 wechselte Baena nach Deutschland in die Bundesliga zu den Rhein-Neckar Löwen und unterschrieb dort einen Vertrag bis zum 30. Juni 2016. Nachdem Baena in der Bundesliga überzeugende Leistungen zeigte, verlängerte er Ende Oktober 2015 seinen Vertrag bei den Rhein-Neckar Löwen bis zum 30. Juni 2018. Anschließend spielte er zwei Jahre beim Bergischen HC und ab Sommer 2020 beim spanischen Verein Club Balonmano Los Dólmenes Antequera in der División de Honor Plata de Balonmano, der zweiten Liga. Im September 2020 kehrte Baena zu den Rhein-Neckar Löwen zurück, um dort die Ausfälle von Jannik Kohlbacher und Jesper Nielsen zu kompensieren. Seit Januar 2021 läuft er wieder für Club Balonmano Los Dólmenes Antequera auf. Nach der Saison 2022/23 beendet er seine Karriere, half aber in der folgenden Saison noch einmal bei seinem Verein aus.

## Nationalmannschaft
Bis September 2020 bestritt Baena 21 Länderspiele für die spanische Nationalmannschaft und erzielte dabei 34 Tore. Er stand im Aufgebot für die Europameisterschaft 2016, bei der Spanien im Endspiel dem deutschen Team unterlag und die Silbermedaille erhielt.

## Privates
Im September 2021 promovierte Rafael Baena in Sportwissenschaft an der Katholischen Universität Murcia. Seine Dissertation behandelt ein System, dass das Kippen von Handballtore vermeiden soll.

## Erfolge
- Deutscher Meister 2016 und 2017 mit den Rhein-Neckar Löwen
- DHB-Supercup 2016 und 2017 mit den Rhein-Neckar-Löwen
- DHB-Pokal 2018 mit den Rhein-Neckar Löwen
- Bester Torwerfer der Liga ASOBAL 2011[15]